# تأمين حياة الأحداث
تأمين حياة الأحداث هو تأمين دائم على الحياة يضمن حياة الطفل (من هم دون سن 18 بشكل عام). وهو أداة تخطيط مالية توفر وسيلة ادخار ذات مزايا ضريبية مع إمكانية الحصول على فوائد مدى الحياة. تأمين حياة الأحداث، أو تأمين حياة الطفل، يُقتنى عادةً لحماية العائلة من المصاريف المفاجئة وغير المتوقعة لجنازة أو دفن بأقل قيمة اسمية ممكنة. يمكن أن يأخذ شكل أداة تخطيط مالية في حال بقاء الحدث على قيد الحياة حتى سنوات دراسته الجامعية.

## التاريخ
أصبحت بوليصات تأمين الحياة للأطفال شائعة في القرن التاسع عشر من أجل دفع مصاريف الجنازة والدفن خلال فترة ارتفاع معدل وفيات الأطفال، في البداية كان تأمين الحياة للأطفال مثيرًا للجدل لكنه اكتسب إقبالًا واسعًا في نهاية الأمر. بعكس تأمين الحياة التقليدي، كانت بوليصات تأمين الدفن إجمالًا تسوق للطبقات الأكثر فقرًا. قامت الجمعيات التعاونية برعاية بوليصات تأمين الدفن للمهاجرين والمجموعات ذات الانتماء الديني. كان لتلك المجموعات أصول في روما القديمة، وكانت تشبه مجتمعات الدفن الشائعة في إنجلترا خلال الثورة الصناعية والجماعات اليهودية منذ القرنين الثالث والرابع عشر.
اليوم، تملك بوليصات الجنازة والدفن (تأمين حياة الطفل) إجمالاً قيمة اسمية تتراوح من 5000$ إلى 50000؛ لا تتطلب فحصًا طبيًا، وتوفر لصاحب البوليصة غير المستخدمة اختيار توزيع القيمة النقدية المتراكمة أو خيار تحويلها لبوليصة تأمين مدى الحياة. هناك عدة شركات معروفة بترويج وتقديم تأمين لحياة الطفل. تأمينات الجنازة والدفن مشابهة لتأمينات مدى الحياة، لكن مع قيم اسمية أقل، خيارات إضافية أقل، ودون تأمين طبي.

## تأمين حياة الأحداث كأداة تخطيط مالية
أصبح تأمين حياة الأحداث بشكل شائع في السنوات الأخيرة مدخرات جامعية، مدخرات مدى الحياة، استثمارًا، وأداة للتخطيط العقاري. يزداد شيوعها بين المخططين الماليين وخبراء التأمينات للحصول على الفوائد التالية:
- تجميع القيمة النقدية للضرائب المؤجلة في بوليصة التأمين.
- إمكانية دفع بوليصة التأمين كاملةً في أقل من خمس سنوات.
- تسهيل الوصول للقيمة النقدية. يمكن سحب أو استلام النقود كقرض مضمون في أي وقت، دون تأكيد الهوية الائتمانية أو موافقة المُقرض.
- استلام القيمة الاسمية معفاة من ضرائب الدخل.
- القيمة النقدية لبوليصة تأمن حياة الأحداث في معظم الولايات محفوظة من الدائنين والدعاوى القضائية.[8]
- قد لا تشمل التعويضات القصوى الضرائب العقارية أو عملية إثبات صحة الوثائق العامة التنافسية في حال استخدام المُنظم لائتمان ما.[9]
- يمكن تمويلها باستخدام المبالغ المأخوذة من ضريبة الهدية أو ضريبة تخطي الجيل.

تحتاج معظم التأمينات إلى وجود بوليصة تأمين لدى الآباء قبل شراء بوليصة للطفل. يمكن أن تصل القيمة الاسمية لبوليصة تأمين الطفل حتى نصف قيمة بوليصة الآباء (تصل هذه القيمة في نيويورك حتى الربع لدى الأطفال الذين لم يتجاوزا الخمس سنوات)، يمكن للأجداد قانونيًا شراء بوليصة تأمين لأحفادهم بشروط أقل.

## فرض الضرائب

### فرض الضرائب للقيمة النقدية
يمكن اقتراض أو استرداد القيمة النقدية لبوليصة تأمين حياة الأحداث في أي وقت. لا يحتاج الاقتراض كضمان وحيد نموذجيًا لفرض الضرائب، على الرغم من وجوب دفع الفائدة أو تركها لتتراكم. لا يشمل فرض الضرائب الاسترداد حتى الحد الأقصى التراكمي (يعرف أيضًا بالأساس) المدفوع للبوليصة. يتم فرض الضرائب في حال الاسترداد فوق الحد الأقصى التراكمي في نفس العام الذي استُردّ المال فيه. يتم عادةً انتقال البوليصة لليافع الذي يعتبر في فئة ذات ضريبة دخل أقل من صاحب البوليصة إن كان هناك نية باسترداد المال.

### فرض الضرائب لتعويضات الوفاة
يتم استلام تعويضات الوفاة لبوليصة تأمين الأحداث من قبل المستفيد من المؤمن عليه المعفى من ضريبة الدخل. تُشتمل التعويضات ضمن أملاك المتوفى وقد تُفرض ضرائب عقارية عليها إن لم تكن البوليصة تابعة لائتمان ما.